# Ghandoura (nahija)
Nahija Ghandoura (ar. ناحية غندورة‎) je nahija u okrugu Jarabulus, u sirijskoj pokrajini Alep. Površina nahije je 290.95 km2. Po popisu iz 2004. (prije rata), nahija je imala 17.214 stanovnika. Administrativno sjedište je u naselju Ghandoura.